# Fundación Josep Pla
La Fundación Josep Pla es un centro de patrimonio literario que se ocupa de promover e incentivar la lectura y el estudio de la obra literaria y periodística de Josep Pla. La fundación se ubica en la casa natal del escritor, donde se pueden ver exposiciones temporales y la exposición permanente "Josep Pla (1897-1981)" que explica su trayectoria profesional, dentro del contexto histórico del siglo XX. La fundación nace en 1973, cuando el mismo escritor decide donar su biblioteca particular y crea la Fundación Privada Biblioteca Josep Pla, dirigida por un patronato, que se ocupa de su conservación y de facilitar el acceso al público interesado. La actual directora de la Fundación es Anna Aguiló.
La Fundación Josep Pla forma parte de la asociación Espais escrits (Espacios Escritos). Red del Patrimonio Literario Catalán.

## Edificio
La Fundación Josep Pla está ubicada en las casas núm. 49 y 51 de la calle Nou de Palafrugell. La casa núm. 49 es la casa natal del escritor y la que acoge la exposición permanente "Josep Pla (1897-1981)", en donde nació y vivió durante siete años, mientras sus padres acondicionaban la casa familiar en la calle Torres Jonama. Las dos casas son gemelas entre medianeras y fueron construidas durante la primera mitad de la década del 1890. El Ayuntamiento de Palafrugell adquirió y remodeló (con el apoyo de la Generalidad de Cataluña) la finca del núm. 51, con la intención de establecer la sede de la Fundación Josep Pla y más adelante La Caixa compró y remodeló la casa núm. 49 para ampliar la sede de la entidad.
Con la remodelación, la nueva sede de la Fundación Josep Pla, consta de una planta baja con patio en la parte posterior y dos pisos. En la planta baja (197,50 m²) se encuentra la recepción, la sala de exposiciones, los servicios públicos y la sala de actos; en la primera planta encontramos la biblioteca y la zona de oficinas, y en la segunda planta, el Centro de Documentación y las salas para exposiciones temporales. Tanto las escaleras como las fachadas de la calle Nou son originales.

## Historia

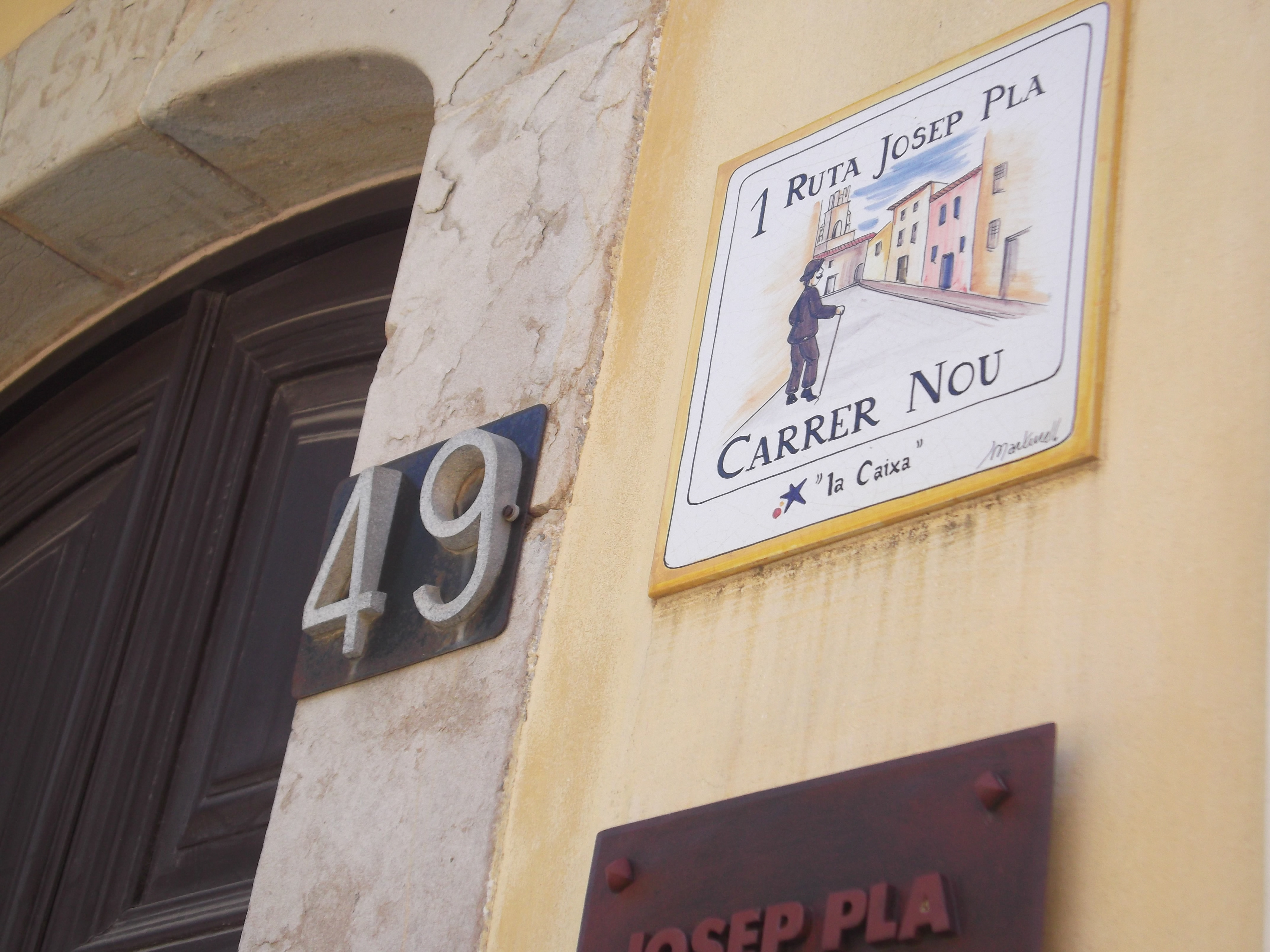
Placa con el logotipo de la Fundación Josep Pla

En el año 1973 Josep Pla donó su biblioteca privada a una entidad de nueva creación, la Fundación privada Biblioteca Josep Pla y el 6 de julio del mismo año se redactó el acta fundacional. El 26 de abril de 1974 se inauguró la Biblioteca, en aquel momento instalada en la Casa de Cultura de Palafrugell.
En el año 1990 se aprobaron los estatutos redactados a partir del acta fundacional. En abril de 1992, la Generalidad de Cataluña, la Diputación Provincial de Gerona, el Consejo Comarcal del Bajo Ampurdán y el Ayuntamiento de Palafrugell se comprometieron a colaborar económicamente para que se pudieran llevar a cabo los objetivos fundacionales, que se concretaron en promover, motivar y facilitar la lectura y el estudio de la obra literaria y periodística de Josep Pla. A partir de aquí es cuando empezó su actividad, con la organización de todo tipo de actividades en el entorno de la obra del escritor, para ampliar su conocimiento, acercar la Fundación al municipio y establecer vínculos con el mundo académico.
Durante el mes de noviembre de 1992 tuvo lugar la primera exposición temporal que mostraba una colección de libros dedicados por Josep Pla y a finales del mismo mes, se llevó a cabo el primer seminario sobre su figura. En el verano de 1993 se presentó la Ruta Josep Pla, diseñada para dar a conocer los lugares significativamente "planianos" del municipio de Palafrugell.
El 6 de mayo de 1995 se inauguró la nueva sede de la Fundación Josep Pla en la calle Nou, 51. En el 1997 se celebró el Año Pla, para conmemorar el centenario del nacimiento del escritor. Posteriormente, el 17 de abril de 1999, se terminaron las obras de remodelación de la casa natal de Josep Pla en la calle Nou, 49. El 4 de noviembre de 2000 se inauguró la exposición permanente Josep Pla (1897-1981), instalada en la casa natal del escritor (núm. 49).
Desde 2004 la Fundación Josep Pla participa en cada Día de San Jorge en la lectura continuada de Josep Pla que organiza el Ayuntamiento de Palafrugell. Año tras año, la gente de Palafrugell lee en voz alta un libro de Josep Pla siguiendo el orden de la Obra Completa de Ed. Destino. 
En el año 2010 se instauró la Cátedra Josep Pla, fruto de la colaboración entre la Universidad de Gerona, Ediciones 62 y la Fundación Josep Pla para promover, estudiar y divulgar, la figura y la obra de Josep Pla.

## Servicios

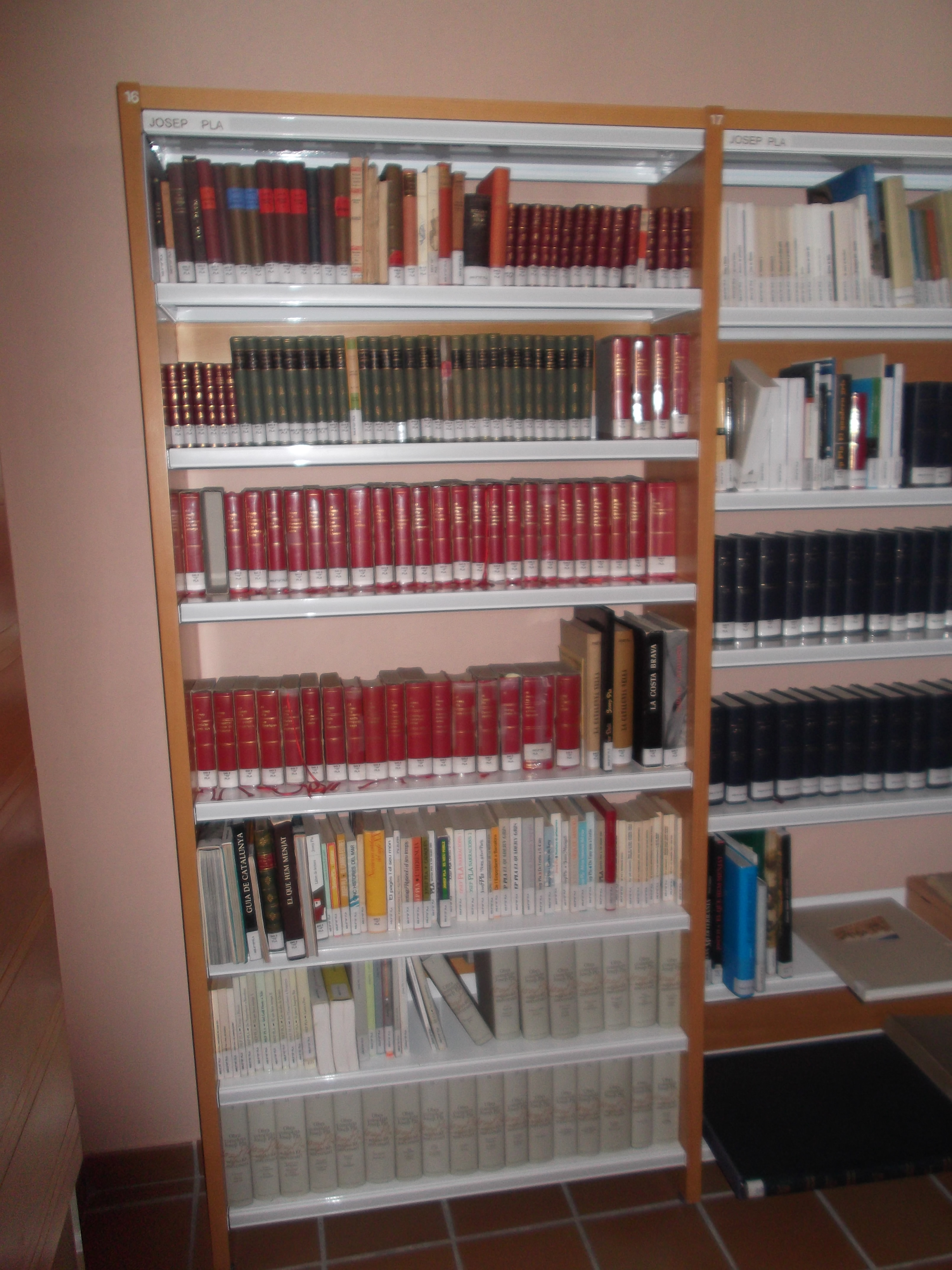
Biblioteca Josep Pla de la Fundación.

### Biblioteca
La Fundación Josep Pla tiene a disposición de lectores y estudiosos la biblioteca que el escritor donó en 1973. También dispone de un fondo bibliográfico especializado en Josep Pla que se mantiene actualizado permanentemente.

### Centro de Documentación
La Fundación dispone de un centro de documentación que contiene los manuscritos y documentación personal de Josep Pla, una hemeroteca con artículos de y sobre Josep Pla, un fondo de imágenes, una mediateca y un fondo de arte, todo relacionado con la vida y obra de este escritor de Palafrugell.

### Servicio Educativo. Educación - Ocio - Turismo
Asimismo, desde su servicio educativo, la Fundación Josep Pla quiere apoyar, asesorar y facilitar el trabajo a los docentes, en su tarea de despertar el gusto por la lectura y dar a conocer los autores clásicos de la literatura catalana. El servicio educativo de la Fundación se ofrece para trabajar conjuntamente con los docentes adaptando las actividades a sus necesidades más específicas, diseñando actividades a medida para cada nivel educativo, realizables tanto en el mismo centro como dentro o fuera de la Fundación Josep Pla. Además de la atención a los grupos escolares de la enseñanza reglada, el servicio educativo de la Fundación (FJP) también elabora propuestas lúdicas y de ocio para el turismo, con intereses culturales, que visita Palafrugell y l'Empordà.

## Exposiciones

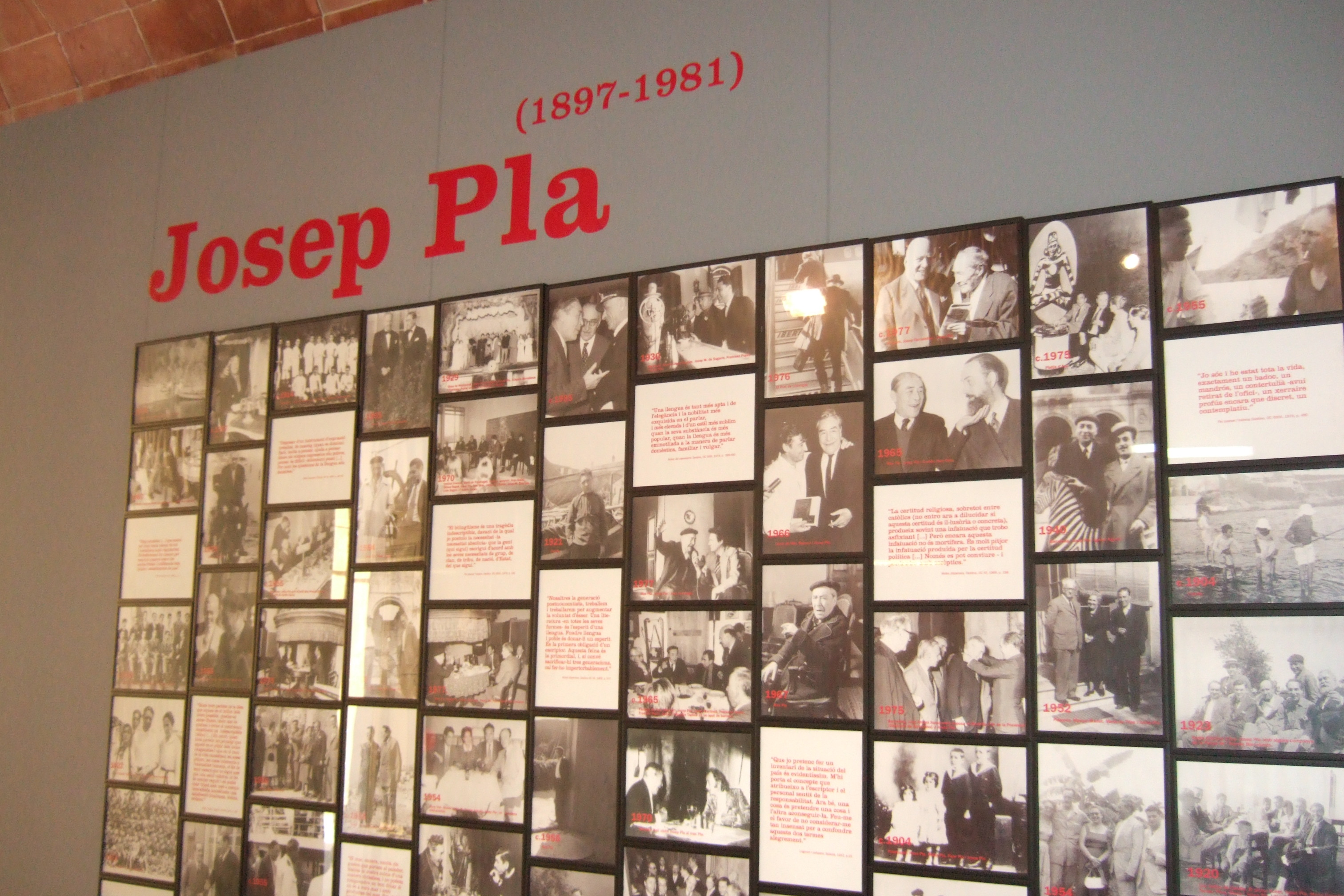
Inicio de la exposición permanente Josep Pla (1897 – 1981)

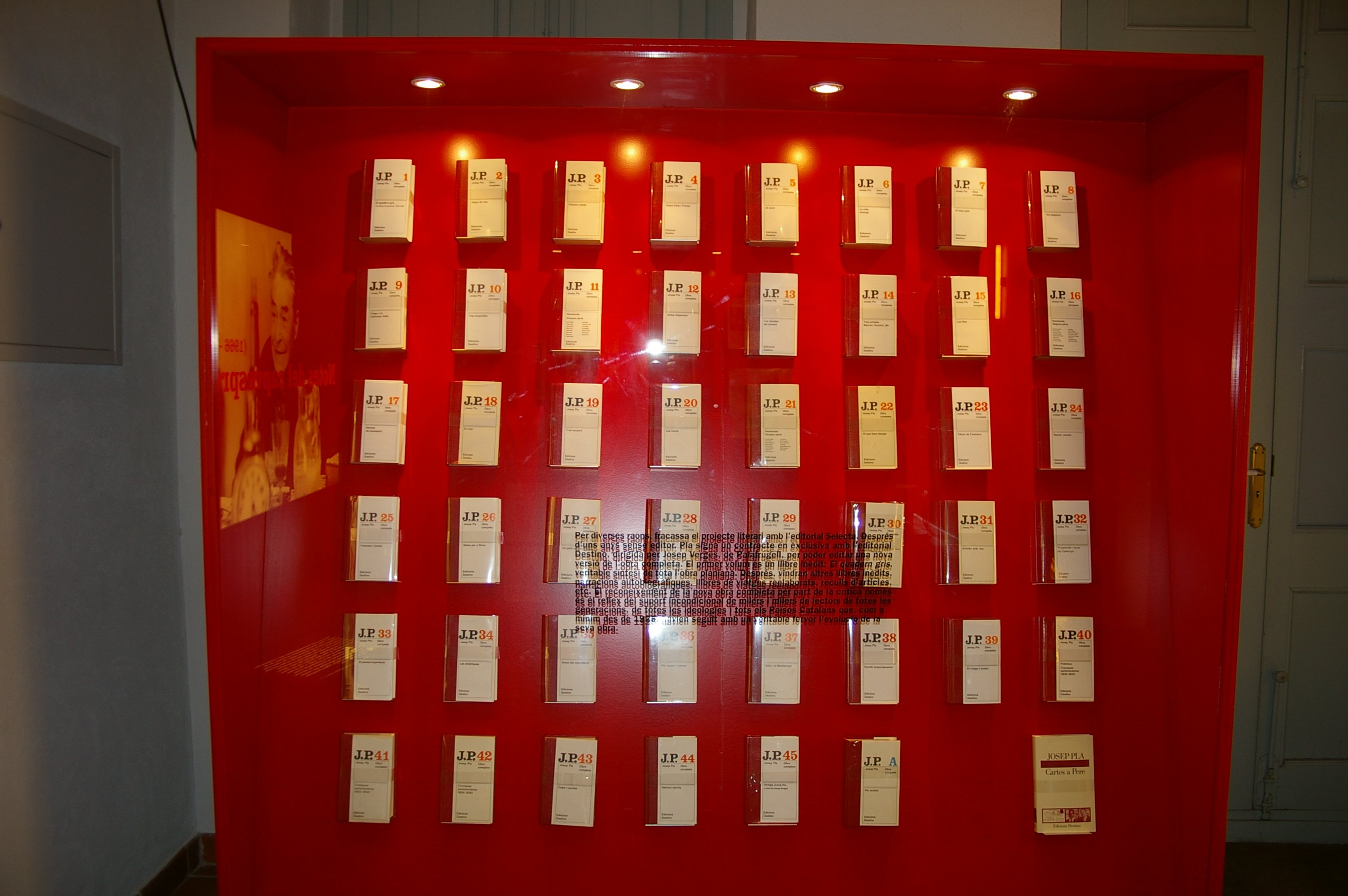
Obra Completa de Josep Pla a la exposición permanente

En la sede de la Fundación hay una exposición permanente titulada "Josep Pla (1897 – 1981)", instalada en la casa natal del escritor, en la calle Nou, 49 de Palafrugell. Se trata de una exposición divulgativa que explica el itinerario vital y profesional del escritor enmarcado dentro del contexto histórico del siglo XX. La exposición se inicia con un panel de fotografías que muestran al escritor en momentos diferentes de su vida, en compañía de gente muy diversa y en muchos de los lugares donde viajó. El panel de presentación va acompañado de la siguiente cita:

Les fotografies meves em fan por i no pas per la quantitat més o menys grossa de vanitat personal que poden contenir, sinó per l'aclaparadora semblança que tenen amb mi mateix: la mobilitat de les faccions, la projecció externa dels sentiments, la gesticulació excessiva, la impossibilitat de mantenir-me en un to i una fredor plausibles
Notes disperses. XII, 375

Seguidamente los visitantes pueden visionar el audiovisual "Josep Pla, viajero (1991)" de Leopold Pomés.

He nascut a Palafrugell (Empordà petit) el 8 de març de 1897. La totalitat de la meva sang és empordanesa. El meu paisatge bàsic està compres entre el Puig Son Ric, de Begur, a llevant; les muntanyes de Fitor a ponent; les illes Formigues a migdia i el Montgrí a tramuntana. Sempre m'ha semblat que aquest país és molt vell i que per sobre hi ha passat tota classe de gent, gent errant i diversa.
El quadern gris. I, 89

El recorrido de la exposición permanente se estructura en cinco ámbitos que explican cronológicamente la trayectoria vital y literaria del escritor.
1. Primer voladizo (1897 – 1919)
2. Cartas de lejos (1920 –1938)
3. Agua de mar (1939 –1947)
4. Cosas #ver (1948 – 1965)
5. Notas del capvesprol (1966 – 1981)

Seguidamente se puede visitar la última sala de la exposición permanente titulada "El cuaderno gris", un taller de escritura donde se ilustra el proceso de elaboración del libro desde las primeras anotaciones en el manuscrito primigenio hasta la primera edición del texto como volumen I de la Obra Completa (1966).
Para terminar, la Fundación Josep Pla ofrece la posibilidad de visionar completamente la entrevista que el periodista Joaquín Soler Serrano hizo a Josep Pla en 1976 para el programa A fondo de Televisión Española.
Periódicamente, la Fundación produce, acoge o itinera exposiciones temporales con el objetivo de ampliar y profundizar en el conocimiento de algún aspecto de la obra del escritor.

## Actividades

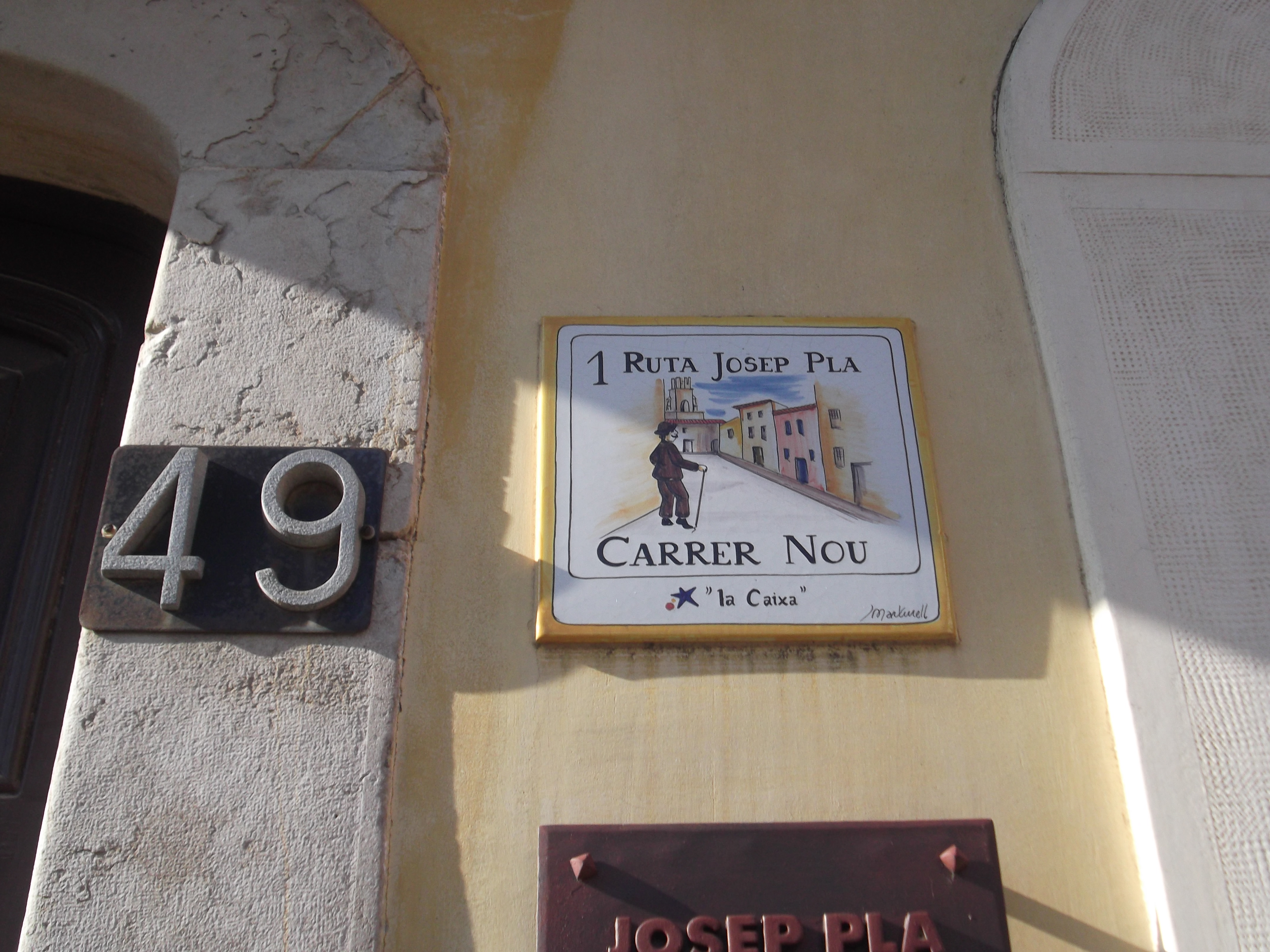
Baldosa que identifica el primer punto de la Ruta Josep Pla con un dibujo original de Josep Martinell

La Fundación Josep Pla lleva a cabo actividades para dar a conocer el patrimonio literario del escritor, como por ejemplo rutas literarias, guiajes de las exposiciones, talleres educativos, paseadas literarias o actividades que relacionan paisaje, cocina y literatura.
Los paseos literarios "Pla a pie" recorren cuatro rutas planianas diferentes, siempre de la mano de la literatura de Josep Pla y con la voz de Anna Maluquer, corresponsal poética y gran conocedora de la literatura catalana. Con Agua de mar, se pasea de Calella a Llafranc por el camino de ronda, con La libertad, se va a San Sebastián y Tamariu, con El Rerepaís se conoce Llofriu y Pals y con "Palafrugell, peix fregit" se pasea por el centro de Palafrugell.

### Ruta Josep Pla
La Ruta Josep Pla es un itinerario literario que la Fundación diseñó en 1993 para dar a conocer varios lugares significativamente planianos del municipio de Palafrugell. Se han creado otras rutas literarias monográficas partiendo de la Ruta Josep Pla:
- La Ruta Josep Pla, pintem-la! es un itinerario adaptado a los niveles de primaria y centrado en el Palafrugell planiano, resaltando elementos de la historia del pueblo.
- La Ruta Josep Pla en Palafrugell es un itinerario por el centro de la población de Palafrugell en el que se recorren los lugares más significativos de la vida y la obra del escritor ampurdanés: la casa natal y la sede de la Fundación Josep Pla, la casa de la familia en Palafrugell, la calle Torres Jonama, la calle Estret o la plaza Nova.
- La Ruta Josep Pla en Calella de Palafrugell es un itinerario monográfico que transcurre por el borde del mar y por el camino de ronda en el que se repasa la literatura planiana, fruto de las vivencias del escritor en esta villa costera durante el verano. Su admiración por el paisaje lo llevó a describir todos sus rincones.
- La Ruta Josep Pla al faro de San Sebastián se trata de un monográfico en el cual se incide en la importancia que el escritor daba a este paisaje: la ermita, el faro, las panorámicas y la misma montaña.
- La Ruta Josep Pla en Pals se inicia por el Pedró, pasando por la Torre de las Horas, la iglesia de Sant Pere, por la muralla hasta el mirador Josep Pla, desde donde se pueden ver el Montgrí y las islas Medas. Es justamente este punto adonde Josep Pla llevaba a sus invitados y les mostraba la mejor vista del Ampurdán.
- Próximamente, se estrenarán las rutas de Tamariu y Llofriu.[15]

## Dirección
- 1992 – actualidad: Anna Aguiló y Miquel